# Opération Taśma
Pour les articles homonymes, voir Tasma.
L'opération Taśma (en Polonais : Akcja Taśma) est l'une des grandes opérations anti-nazis menée par l'Armia Krajowa, pendant la Seconde Guerre mondiale.
En août 1943, le commandement de l'Armia Krajowa ordonne au groupe Kedyw de préparer une action armée contre les postes frontières allemands situés sur la frontière entre le Gouvernement général et les territoires annexés par le Troisième Reich.
Jusqu'en février 1944, 13 avant-postes allemands sont ainsi détruits avec relativement peu de perte du côté des résistants. Le scout Tadeusz Zawadzki dit Zośka, l'une des personnalités les plus importantes de la résistance polonaise est tué le 20 août 1943, lors de l'attaque menée sur un mirador dans le village de Sieczychy.

## Sources
- (pl) Cet article est partiellement ou en totalité issu de l’article de Wikipédia en polonais intitulé « Akcja Taśma » (voir la liste des auteurs).